# 香良洲神社

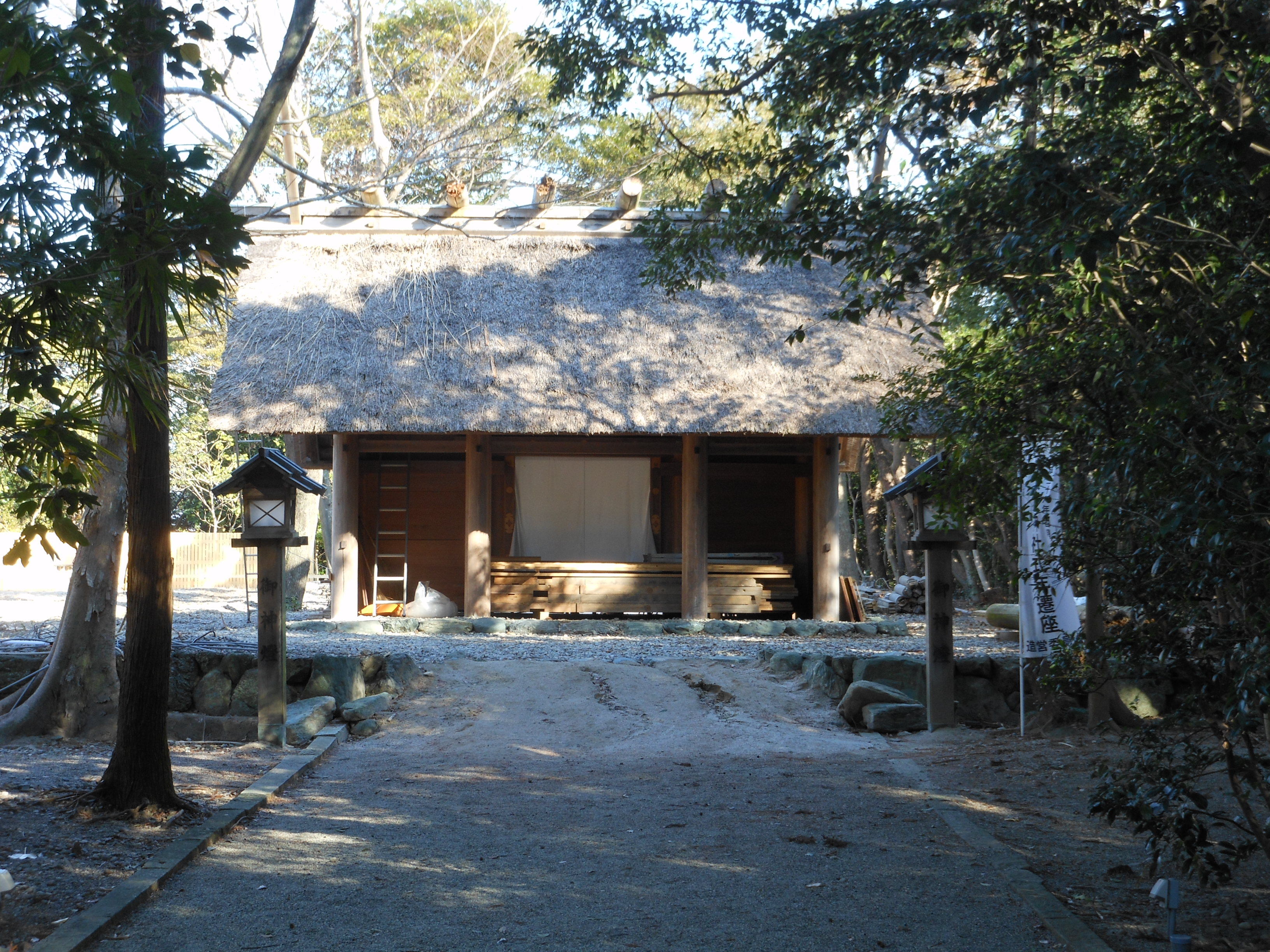
本殿（2013年）
2012年8月、落雷で被災した。

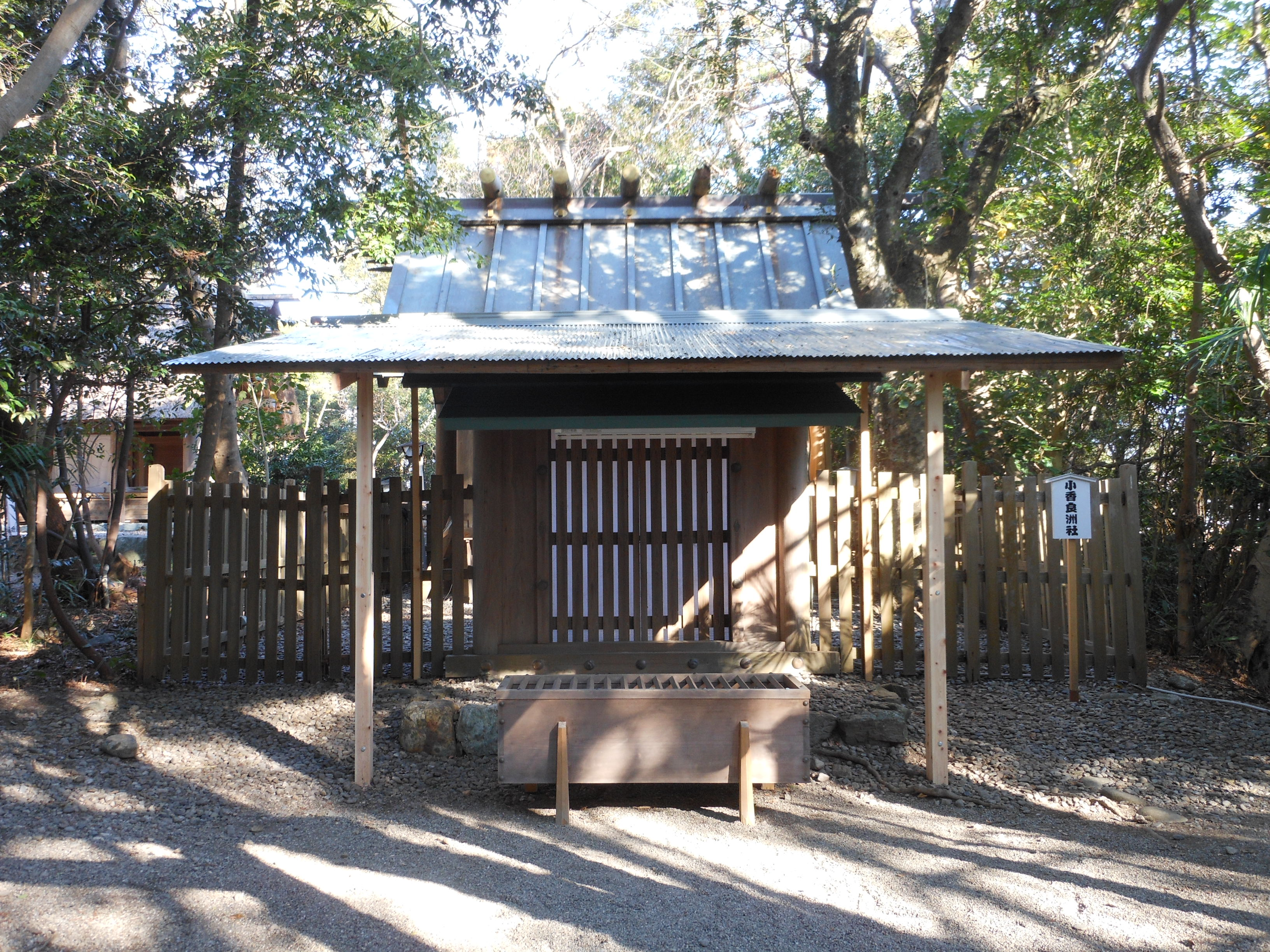
小香良洲社（2013年）
落雷で被災した香良洲神社の仮本殿にもなっている。

香良洲神社（からすじんじゃ）は、三重県津市香良洲町にある神社。近代社格制度に基づく旧社格は県社で、香良洲町の町名の由来となった神社である。
伊勢神宮皇大神宮（内宮）の祭神・天照大御神の妹神とされる稚日女命（わかひるめのみこと、天稚日女命とも）を祀る。このため「お伊勢詣りをして加良須に詣らぬは片参宮」と言われ、年中参拝者が絶えなかったという。

## 概要
主祭神は稚日女命、相殿神として御歳大神を祀る。社殿は神明造で、天照大御神の妹神とされる稚日女命を祀るが、文献には伊勢神宮との関係は書かれていない。神体は石で、本殿内に白木の箱に入れて納められている。20年に一度遷宮を行う。主祭神の稚日女命は婦人の守護神だとされ、機織との関係があることから紡績業界からの信仰、神功皇后の軍船を守護し導いたという神話から航海の神・海の守り神としても信仰されている。神宮との関係から教派神道の大本の関係者の参拝も多く行われてきた。
神域は伊勢湾に面した松林の中にある。境内は9,997坪あり、本殿や拝殿のほかに境内社の小香良洲社、大国社、稲荷社、浜宮、忠魂社、厩社、絵馬や写真を奉納する絵馬殿がある。小香良洲社は稚日女命の荒魂と香良洲町内11社から合祀した神々を祀る。社宝として、「伯爵東郷平八郎元帥自筆の額」と「徳富蘇峰自筆の額」を有する。

## 歴史
社伝では飛鳥時代の欽明天皇の代（539年 - 571年）に香良洲の浜に夜ごと御神火が現れ、住民が祟り（たたり）だと恐れを成し、一志直青木が祈りを捧げ、神の御心を問うた。すると稚日女命のお告げがあり、生田神社（兵庫県神戸市）から勧請して創建された。別の説では大同2年（807年）創建という。大同2年は、大伴文守が平定のために伊勢国に赴き、平定後に香良洲神社へ参詣し、和平の誓約として矢を奉納した年である。
『延喜式』には稲葉神社として記載され、祭神は稲羽八上比売命とその子木俣神の2柱であり、俗称が加良須社だとしている。ただし、香良洲神社ではなく津市稲葉町の稲葉神社を『延喜式』の稲葉神社であるとする説もあり、内務省が1874年（明治7年）9月に調査を行い、1875年（明治8年）6月に稲葉町の稲葉神社を式内社に比定、可良須社は式外社の香良洲神社となった。
社殿の造営修理には慶長（1596年 - 1615年）まで伊勢国司が、慶長以降は津藩主の藤堂氏が資金を拠出し、藤堂氏は寛延年中（1748年 - 1750年）に30石余を神領として寄進した。このように香良洲神社は半ば官幣社としての待遇を受けた一方で、境内にある小香良洲社は純粋に産土神として祀られてきた。社務は山田三方の上部家が預かった。香良洲神社に参らなければ片参宮と言われたことから、江戸時代に一年中多くの人々がお伊勢参りの往路または帰路に香良洲神社へ参っていた。
1875年（明治8年）に郷社に列せられ、1882年（明治15年）に県社に昇格、1906年（明治39年）に神饌幣帛料供進社に指定された。2012年（平成24年）8月11日午後2時50分頃、落雷が原因と見られる火災が発生し、茅葺きの本殿屋根全面が焼けた。神体は無事であった。

## 分社
以下の4社が香良洲神社の分社である。
- 香良洲神社（北海道中川郡幕別町南勢）
- 茨神社（静岡県島田市南二丁目）
- 香良須社〔香良州神社〕（愛知県日進市本郷町）
- 川俣神社（三重県鈴鹿市和泉町）

## 祭事
例祭は、7月15日の夜がらす祭、8月15日から8月16日の宮踊りの2つが大きく、4月21日に遷座記念祭兼春祭（祈年祭）、11月25日に秋祭（新嘗祭）も行われる。6月30日には茅の輪くぐりがある。そのほか毎月1日と15日の月次祭、祝日の祭礼がある。

### 夜がらす祭
夜がらす祭は、その名の通り夜に行われる祭りであり、三重県では珍しい夜に参拝する神事である。境内では地元の青年団や婦人会などの会員による手踊りが奉納され、花火も行われる。
婦人会の会員はそろいの浴衣を着て踊り、祭りの客も輪に入って踊る。

### 宮踊り
三重県の他の地域で「かんこ踊り」と呼ばれるものと同様であるが、「かんこ」よりも大きな太鼓を使うのが特徴である。香良洲町外では「けんか踊り」の名で呼ばれるが、香良洲神社で催行させるため香良洲町民は「宮踊り」と呼ぶ。「風采踊」とも称する。1970年（昭和45年）2月25日に、「香良洲町の宮踊」として三重県指定無形民俗文化財となった。
毎年8月15日に行われ、町内の馬場・地家・砂原・小松の4つの小字がそれぞれ4人で1組を作り、頭にオナガドリの尾の羽を付け、威勢よく夜を徹して踊り続ける。衣装や踊りは各区独特のもので、各区が順番に踊り終える頃には翌朝になることもある。踊る順番は神社の境内でくじ引きで決定する。

### 式年遷座
20年に一度、本殿と拝殿を建て替える式年遷座が行われる。2014年（平成26年）4月21日に1885年（明治18年）以来7度目となる遷座が行われた。遷座費用はすべて氏子負担であることから、2014年実施の式年遷座では、人口減少による氏子の負担を圧縮するため、拝殿の建て替えを取りやめて移築とし、萱葺から銅板葺へと変更された。
遷座では、午後8時に宮司が祝詞を読み上げた後、天岩戸の故事になぞらえて「カケコー」とニワトリの鳴き真似を行い、提灯の明かりだけの中、新殿へ向けて白布に覆われた神体と宝物が運び出される。宝物は自治会長や神社の造営委員が運ぶ。新殿へ神体・宝物を納め、宮司が鍵をかけて遷座の行事は終了する。

#### お木曳き
お木曳き（おきひき）は、香良洲神社で20年に一度行われる、香良洲町内の9つの自治会がそれぞれ神社境内へ社殿造営のための用材を曳き込む祭事。津市指定無形民俗文化財である。
2013年（平成25年）3月29日から3月31日に行われたお木曳きでは、香良洲町を管轄する津南警察署勤務の大半の警察官が現場警備に当たり、酒に酔った若者らが畑に転落するなどしたが、大きな事件・事故はなく無事に終了した。山車を曳き回すため、香良洲町内の幹線道路は通行止めとなる。

## カラスの扇
香良洲神社では、カラスを描いた扇子を祭礼の時に販売し、参拝者が絶えなかった江戸時代には多くの者が買い求めた。「香良洲」の名の由来として、「カラスの住まう地であったことから」または「香良洲神社でカラスの扇を売っていたことから」という説もあり、香良洲神社とカラスは縁がある。
香良洲神社の「烏扇」には、次のような伝説がある。相殿神の大歳神の子が香良洲の地を訪れた時、地主神が田人（農民）に牛肉を食べさせているのを目撃して怒り、田へイナゴを放った。イナゴはイネを食い荒らし、困った地主神が大歳神に伺いを立てると、「麻枝をもってかせ（挊、てへんに上下）を作り、そのかせを使って苗代の苗を払い、葉で掃き、天押草（あめのおしぐさ）を押し付け、烏扇であおぎ飛ばすように」と言われたため、その通りにすると、イナゴ被害は収まった。この伝説は『古語拾遺』にあるものと同様である。

## 香良洲道

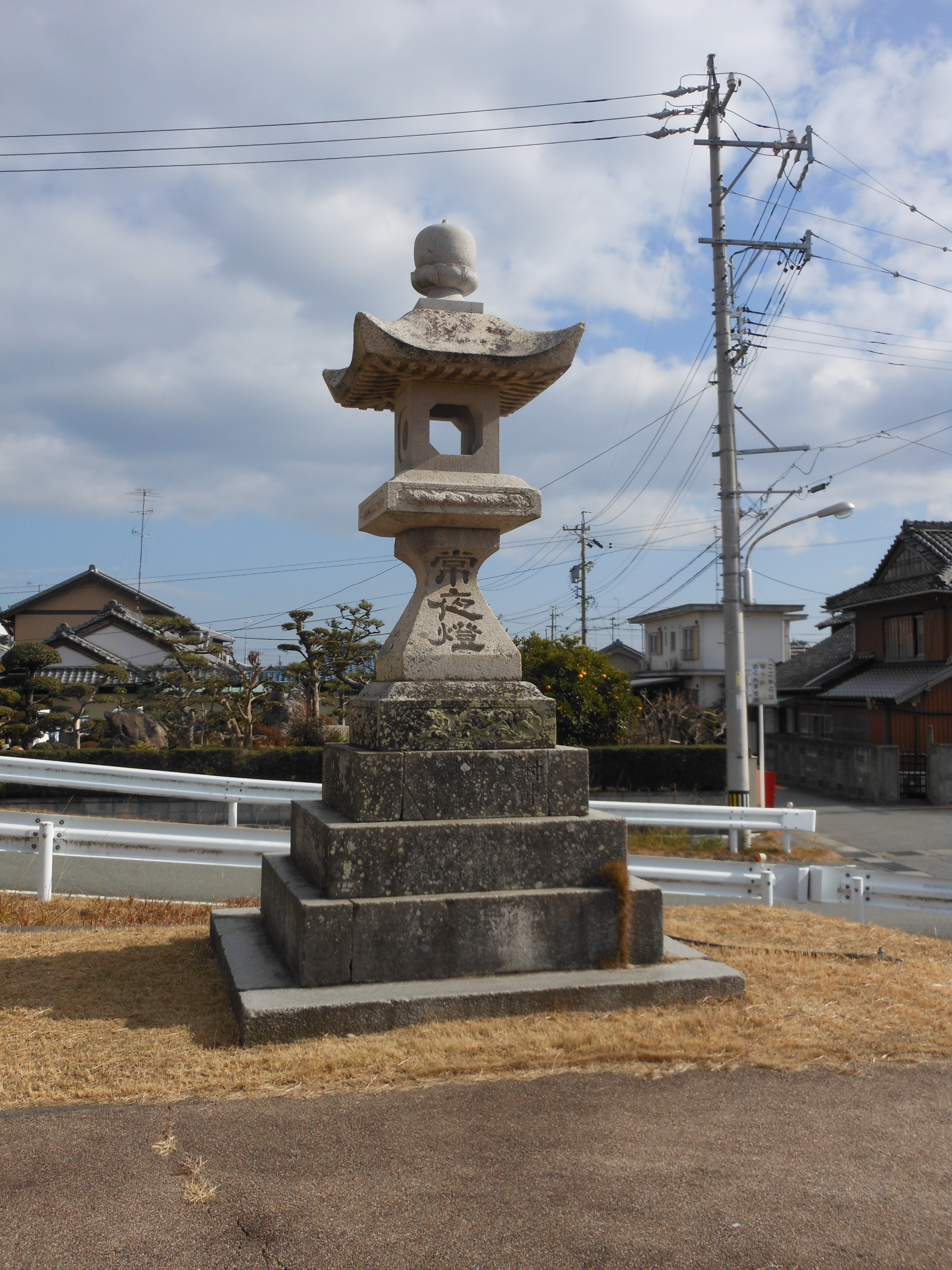
香良洲大橋付近に残る常夜灯

伊勢参宮街道から分岐し、香良洲神社に至る参道を香良洲道（からす道）という。伊勢参宮街道の分岐点は津市藤枝町の思案橋、松阪市曽原町の御門橋、松阪市中林町の昭和橋の3か所である。香良洲町内の区間は、三重県道575号香良洲公園島貫線に指定されている。
香良洲大橋のたもとには、常夜灯と道標が残る。常夜灯は元治2年（1865年）のもので、参拝者の安全のために建てられた。また、JAみえなか香良洲支店の向かい側には、コンクリートに半分埋まった道標がある。
香良洲神社へ公共交通で行く場合、JR・近鉄・伊勢鉄道津駅より三重交通路線バス32系統香良洲公園行きに乗車、または近鉄久居駅より三重交通路線バス21系統香良洲公園行きに乗車、香良洲神社前下車すぐである。神社周辺には津市サンデルタ香良洲・高砂公園・香良洲公園・津市立香良洲小学校などの公共施設がある。